# Bankhaus Ellwanger & Geiger
Die Bankhaus Ellwanger & Geiger AG ist eine deutsche Privatbank mit Sitz in Stuttgart.

## Geschichte
Ellwanger und Geiger wurde im Februar 1912 von Wilhelm Ellwanger und Eugen Geiger als Hypothekengeschäft gegründet und kurz darauf zur Universalbank ausgebaut. Im Jahr 1927 wurde das Angebot um Versicherungen, 1937 um Immobiliengeschäfte erweitert. Der Versicherungsbereich wurde 1961 in die „Dr. Ellwanger & Kramm GmbH – Versicherungsmakler“ ausgegliedert. 2017 hat sich die Bank von den Immobiliengesellschaften im Rahmen eines Management-Buy-Outs getrennt und konzentriert sich seit 2018 auf die Beratung ihrer institutionellen und Privatkunden bei allen Vermögens- und Finanzierungsfragen in der Rechtsform einer Aktiengesellschaft.

## Geschäftsfelder
- Vermögensanlagestrategien: Vermögensverwaltung, Wertpapierberatung, Investments in Megatrends, Alternative Investments
- Private Vorsorgekonzepte: Finanzplanung, Private Altersvorsorge, Versicherungslösungen, Ruhestands- und Nachfolgeplanung
- Finanzierungslösungen: Immobilienfinanzierung, Zwischenfinanzierung, Lombardkredite
- Stiftungsberatung

## Indizes
Ellwanger.Geiger hat einen Aktienindex aufgelegt:
- E&G DIMAX – deutsche Immobiliengesellschaften

## Technik
Die Bankhaus Ellwanger & Geiger AG ist dem genossenschaftlichen Rechenzentrum der Atruvia angeschlossen und nutzt als Kernbankensystem deren Software agree21.